# Maria Ma

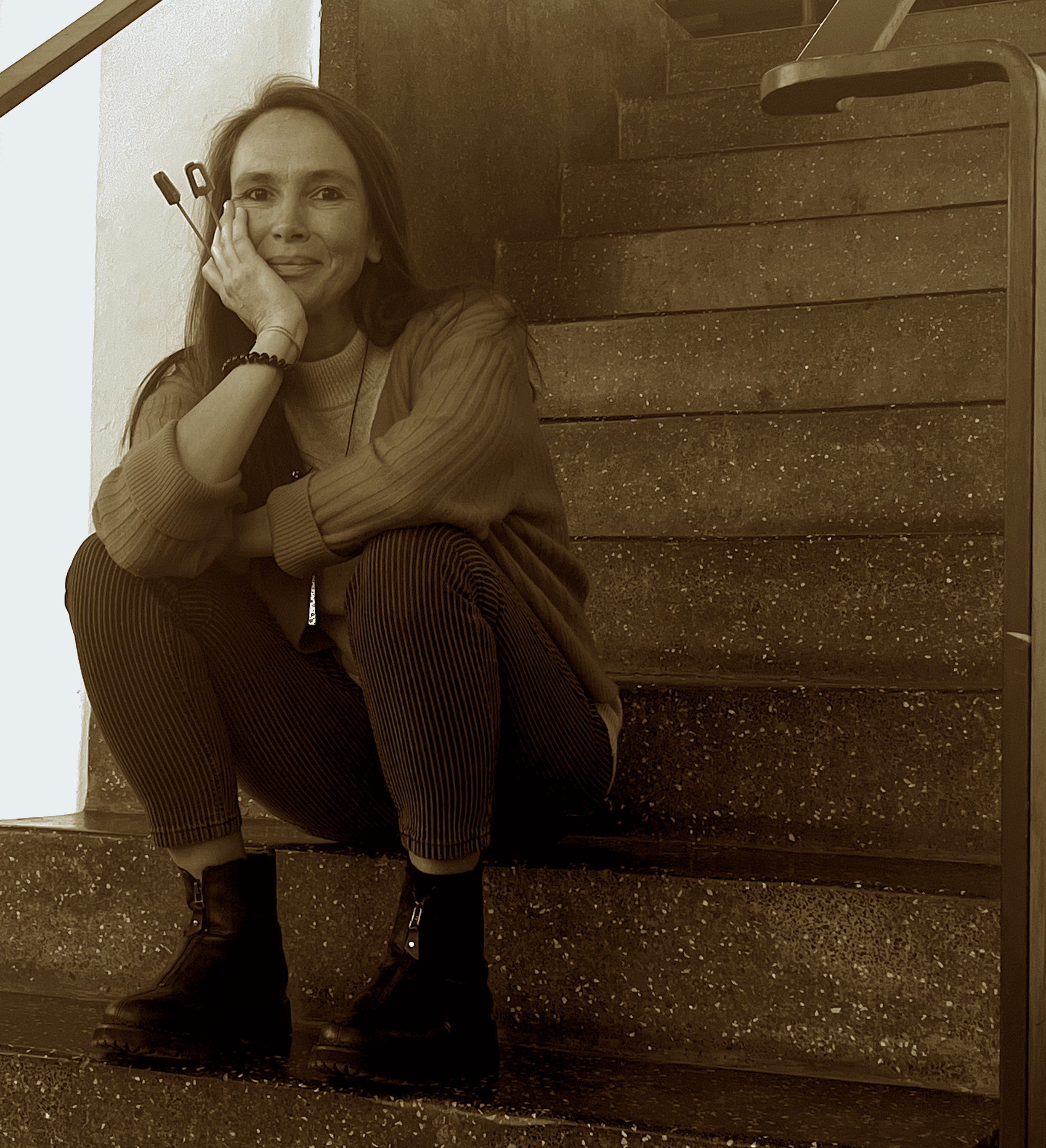
Maria Ma

Maria Ma (* 28. September 1975 als Maria Zeisler) ist eine österreichische Musikerin und Hackbrettistin.

## Leben
Bereits in ihrer frühen Kindheit, den 1970ern, faszinierte Maria Ma der sphärische Klang des Hackbretts, welches im musizierenden Freundeskreis ihres Elternhauses gespielt wurde. Diese Begegnungen waren prägend und so begann Maria Ma als Fünfjährige selber, Hackbrett zu spielen. Eine intensive Tätigkeit am Hackbrett erlebte Maria Ma in ihrer Kindheit und Jugend im Rahmen der alpenländischen Volksmusik (gemeinsam mit ihren beiden Schwestern). Danach verabschiedete sie sich für eine lange Zeit von dem Instrument, welches Jahre später zu ihrem wichtigsten musikalischen Ausdrucksmittel werden sollte.
Nach einem kurzen Umweg über Kindergartenpädagogik und Bildhauerei machte Maria Ma die Musik zu ihrem Beruf. Lehrtätigkeit an der Musikschule der Stadt Innsbruck seit 1998. In Kooperation mit Gottfried Jaufenthaler entwickelte Maria Ma musikpädagogische Projekte, unter anderem den „Musikbaukasten“ (Universal Edition), die UE Kinder Klavierschule sowie das Projekt „Tiefe Ruhe – Wege in die Stille“, in Zusammenarbeit mit Christian Kolonovits. Viele der von Maria Ma und Gottfried Jaufenthaler entwickelten Projekte wurden weltweit von Bildungseinrichtungen übernommen. Ihre Seminartätigkeit führte die beiden unter anderem nach Deutschland, Italien, Belgien, Ungarn, Moldawien, in den Kosovo, nach Ägypten und Brasilien. 2004 legten Maria Ma und Gottfried Jaufenthaler den Grundstein für die Entwicklung der „Free Beat Company“, eine offene Trommelgruppe in Innsbruck, die sie nach wie vor gemeinsam leiten. Mit „Free Beat“ wird Menschen die Möglichkeit gegeben, Teil einer musizierenden Gemeinschaft zu sein. Es gibt keinen Eintritt und damit keine sozialen Unterschiede.
2010 gründete Maria Ma, gemeinsam mit dem Schauspieler Ludwig Dornauer, ein literarisch-musikalisches Ensemble und bekam durch dieses Projekt einen völlig neuen Zugang zu ihrem „ersten“ Instrument, dem Hackbrett. Auf diesem Klangwunder entwickelte Maria Ma einen unverwechselbaren Stil und brach in eine völlig neue musikalische Freiheit aus. Seither ist Maria Ma sowohl mit ihren eigenen Hackbrett-Projekten sowie als Bühnen- und Studiomusikerin tätig. Bisher musizierte sie auf Bühnen und in Studios mit Musikern wie Christian Kolonovits, Gert Steinbäcker, Schiffkowitz, Ina Regen, Wolfgang Ambros, Ulli Bäer, den Autoren Felix Mitterer, Thomas Arzt, Julia Costa, dem Kabarettisten Willy Astor u. v. a.
Maria Ma komponierte unter anderem die Musik zum ORF Hörspiel „Märzengrund“ von Felix Mitterer, welches mit mehreren Hörspielpreisen (u. a. dem Ö1-Publikumspreis) ausgezeichnet wurde, die Bühnenmusik zur Produktion „Geyerwally“ für die Freilichtspiele Lana, weiters vertonte sie das Hörbuch „Meine Südtiroler Sagenwelt“ von Kathrin Gschleier sowie die Langlyrik „Hier“ von Julia Costa (erschienen in der Edition Keiper).

## Projekte
- Maria Ma PUR: Maria Ma spielt eigene Hackbrett-Kompositionen gemeinsam mit ihrer PUR Band (Christian Einheller, Thomas Hechenberger, Mischa Krausz)
- Maria Ma Terzett ft. Ulli Bäer - eine Hommage an Georg Danzer.
- MaWieHold: Maria Ma und der Rockgitarrist Sebastian Wiesflecker.
- INNANNA: Maria Ma mit den Multiinstrumentalisten Flo Ryan und Gernot Reichholf.

## Diskographie
- 2011: Eisleben (Hackbrett Eigenkompositionen)
- 2013: Rund ums Jahr (Hackbrett Eigenkompositionen mit Gottfried Jaufenthaler & Ludwig Dornauer)
- 2014: Holy Nine (Hackbrett Eigenkompositionen)
- 2015: Womens Prayer (Percussion-Improvisation)
- 2016: taktlos (INNANNA)
- 2017: kyklos (INNANNA)
- 2019: Begegnungen (Hackbrett Eigenkompositionen)
- 2020: Baummusik (Hackbrett Eigenkompositionen)
- 2021: lautlos (INNANNA)
- 2021: Es woa schee (Maria Ma Terzett)
- 2025: WENDEZEIT (Hackbrett Eigenkompositionen)

Mitwirkung
- 2016: Ja eh von Gert Steinbbäcker
- 2018: Klee von Ina Regen
- 2022: Jazz Metal von The Schubert & Bramböck Experience mit Klaus Schubert & Florian Bramböck
- 2024: Komondor - Acoustic Lounge Music Album von Clemens Nowak

## Auszeichnungen
- 2012: Arthur Haidl Preis für das Projekt Free Beat Company
- 2017: Goldene Ehrennadel der Stadt Innsbruck